# Specie di Homalonychidae
Di seguito vengono descritte tutte le specie della famiglia di ragni Homalonychidae note a giugno 2014.

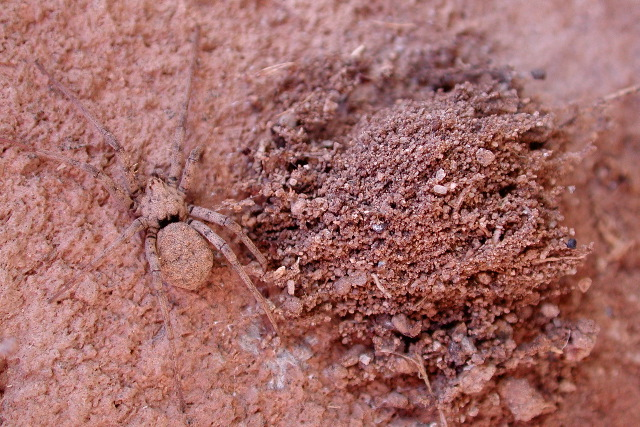
Homalonychus sp. con sacco ovigero

## Homalonychus
Homalonychus Marx, 1891
- Homalonychus raghavai Patel & Reddy, 1991 — India
- Homalonychus selenopoides Marx, 1891 — USA, Messico
- Homalonychus theologus Chamberlin, 1924 — USA, Messico